# Kabylština
Kabylština je berberský jazyk, který používají zejména Kabylové žijící v severní a severovýchodní části Alžírska. Rodilí mluvčí jazyka se nacházejí zejména regionu Kabylie, v hlavním městě Alžírska Alžíru (zejména v jeho východní části) a také v některých částech města Blida. Podle studie z roku 2004 hovoří kabylštinou téměř 10 % populace Alžírska.